# Jean Laffay

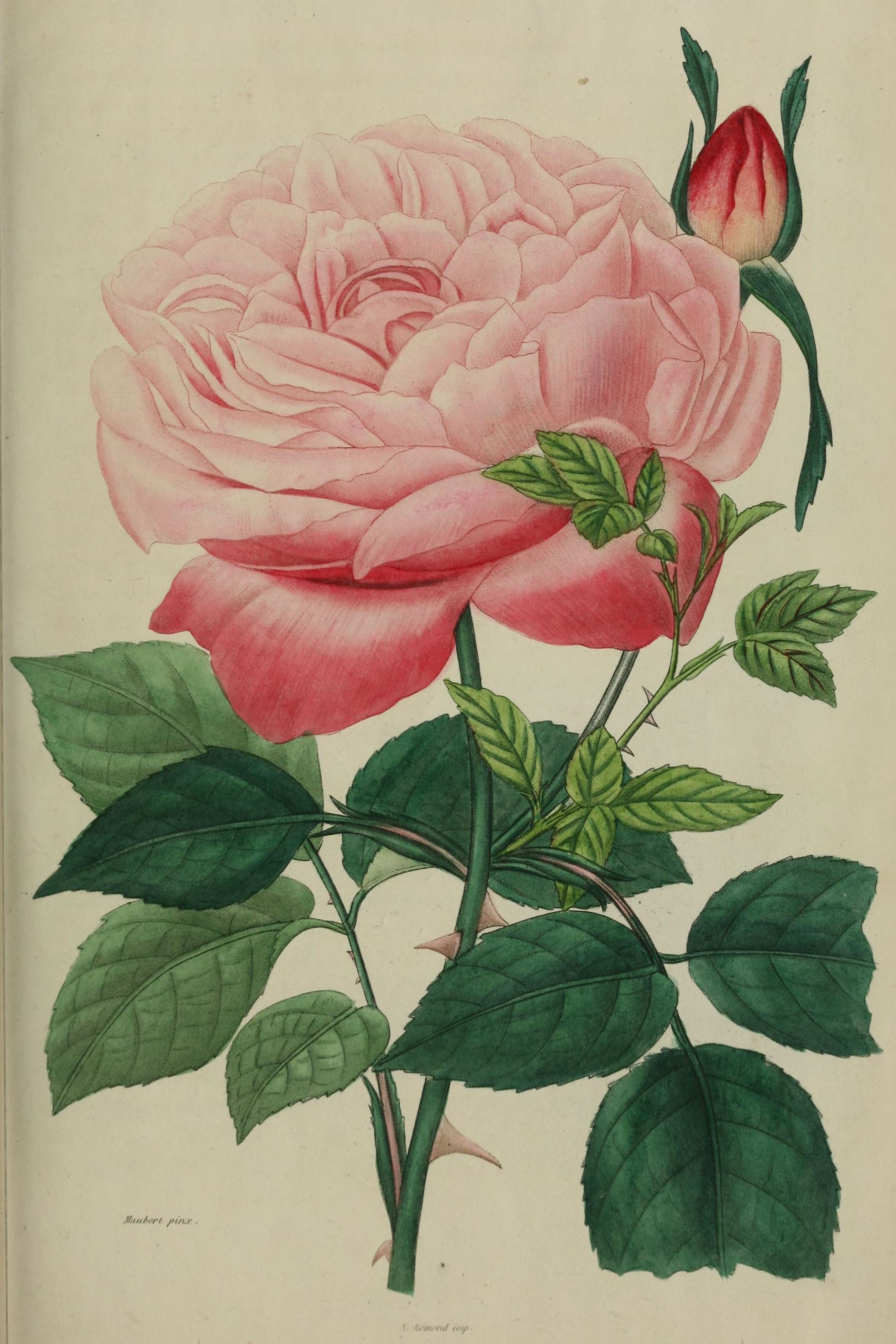
'Comte de Paris'

Jean Laffay, né le 17 août 1795 à Paris et mort le 15 avril 1878 à Cannes, est un rosiériste obtenteur français, à l'origine des premiers hybrides remontants.

## Biographie
Laffay commence sa carrière chez le pépiniériste Ternaux. À la fin des années 1820, il s'installe comme horticulteur à Auteuil près de Paris (aujourd'hui dans le XVIe arrondissement), surtout spécialisé dans les rosiers. Il introduit à partir de ces années de nombreux rosiers venus de Chine en se rendant en Angleterre, il importe aussi d'autres plantes venues du Cap ou de Nouvelle-Hollande et autres contrées exotiques.
Dans les années 1837-1857/1858, il s'installe à Bellevue (quartier de Meudon), au mont des Capucins, et se passionne pour les premiers hybrides remontants dont il obtient et commercialise un très grand nombre de nouvelles variétés, croisements de rosiers de Damas avec des rosiers de Chine ou des roses Bourbon. La première est 'Princesse Hélène' en 1837.  En 1837 encore, il envoie à son ami en Angleterre, William Paul, le premier hybride à partir d'un rosier de Damas. Son grand succès dans cette classe d'hybrides remontants est 'La Reine' en 1843,. Après 1858, il déménage dans le Midi de la France, puis fait un long séjour à Kouba en Algérie et enfin s'installe jusqu'à la fin de sa vie à Cannes, où il est enterré.

## Quelques obtentions
- 'Duchesse de Montebello' 1824
- 'Archiduc Charles' 1825
- 'Le Vésuve' 1825
- 'Amadis' 1826
- 'Laure Davoust' 1834
- 'Princesse Hélène' 1837
- 'Prince Albert' 1837
- 'Eugène de Beauharnais' 1837
- 'Comte de Paris' 1839
- 'Madame Laffay' 1839
- 'Louis Bonaparte' 1839
- 'Coupe d'Hébé' 1840
- 'Duchesse de Sutherland' 1840
- 'Mistress Eliot' 1840
- 'Reine Victoria' 1840
- 'La Reine' 1843
- 'William Lobb' 1855

## Illustrations

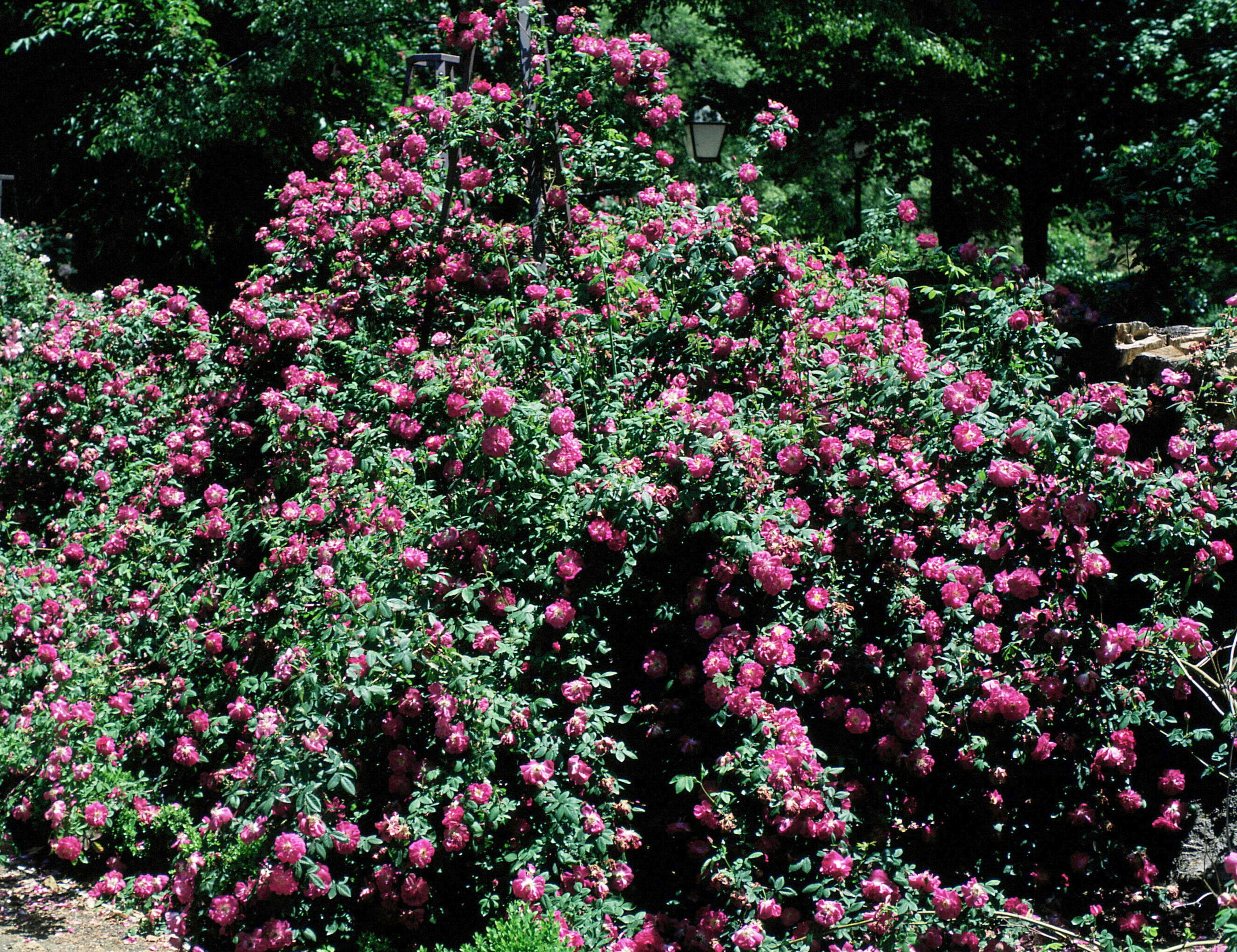
'Amadis'
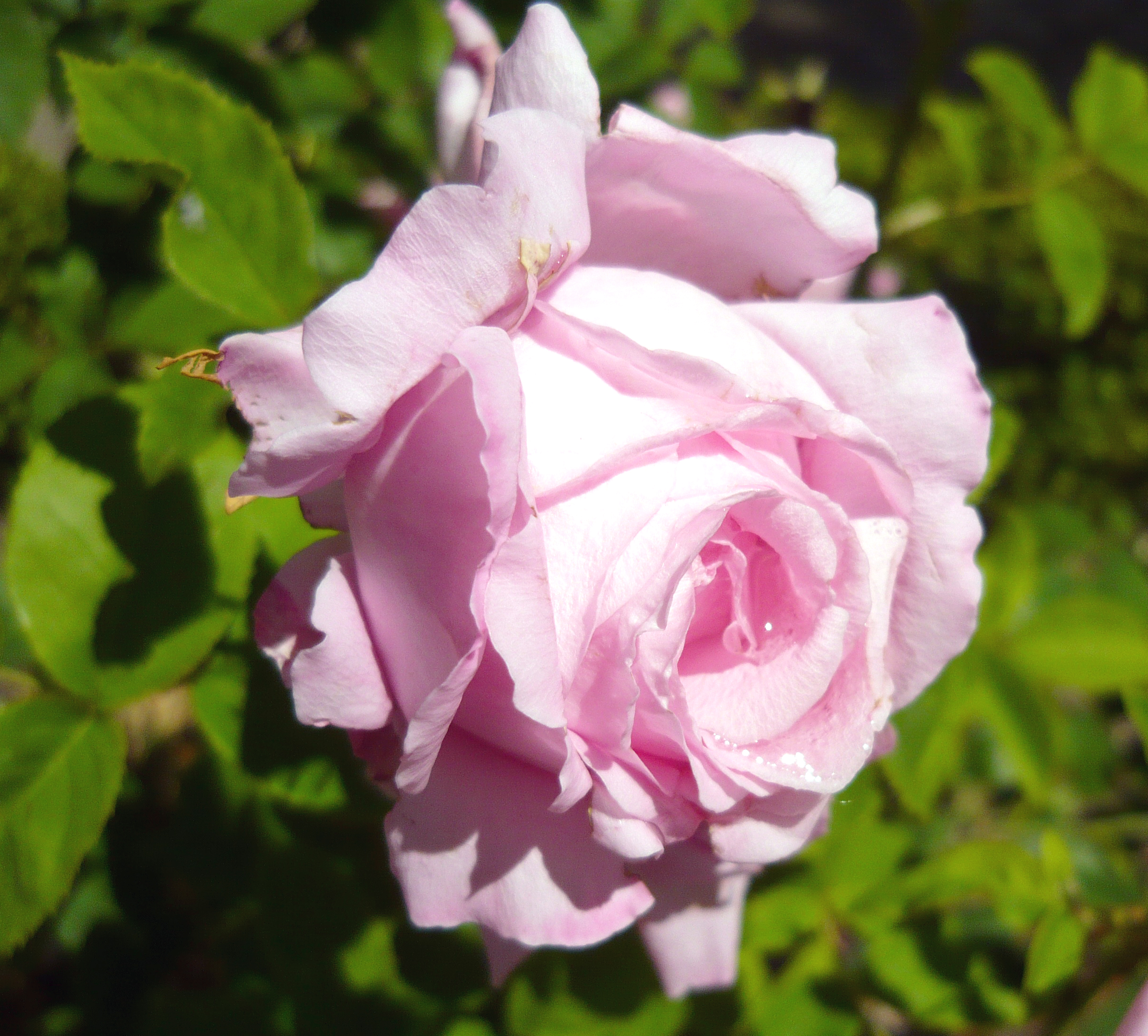
'Coupe d'Hébé'
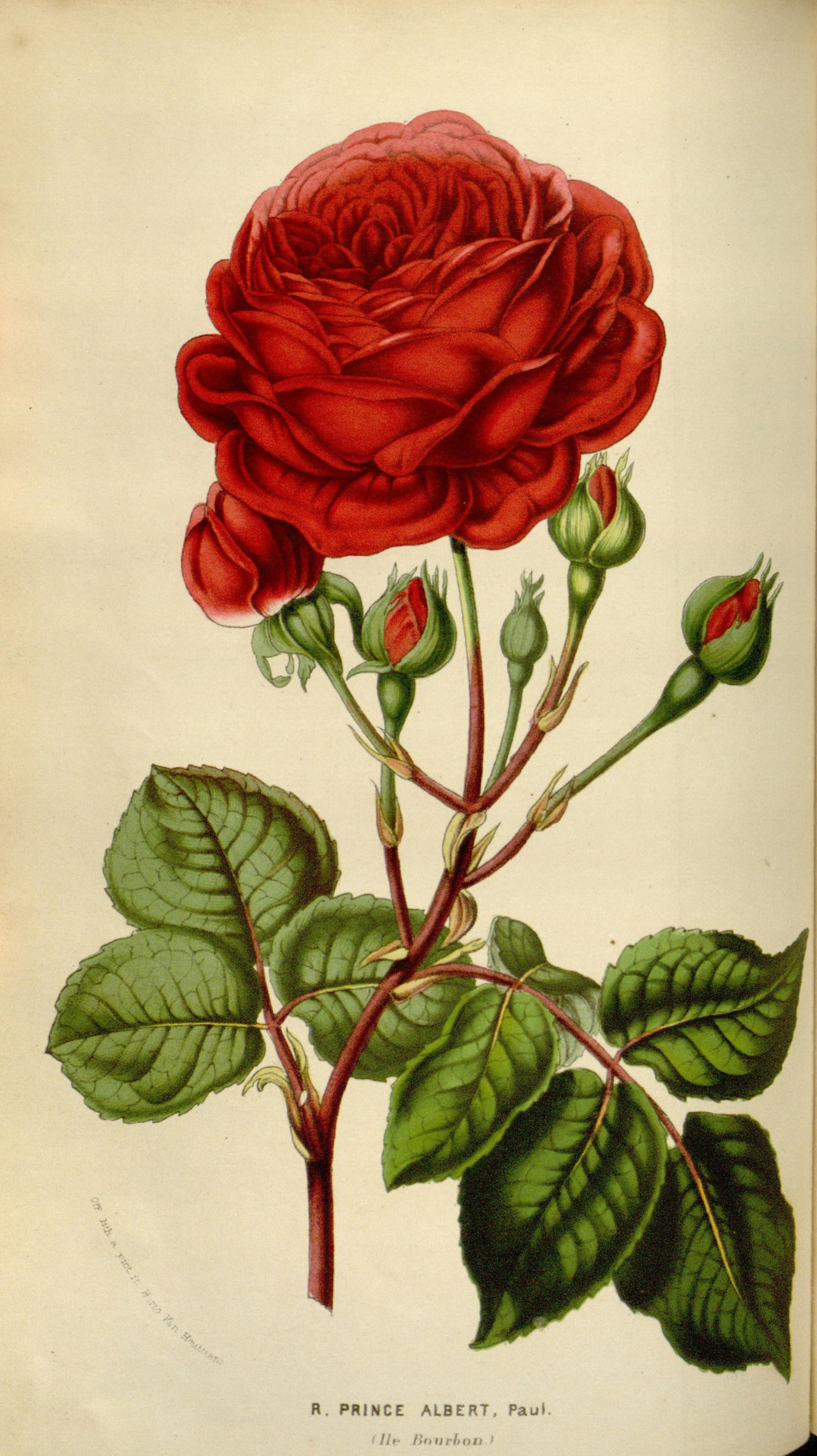
'Prince Albert'
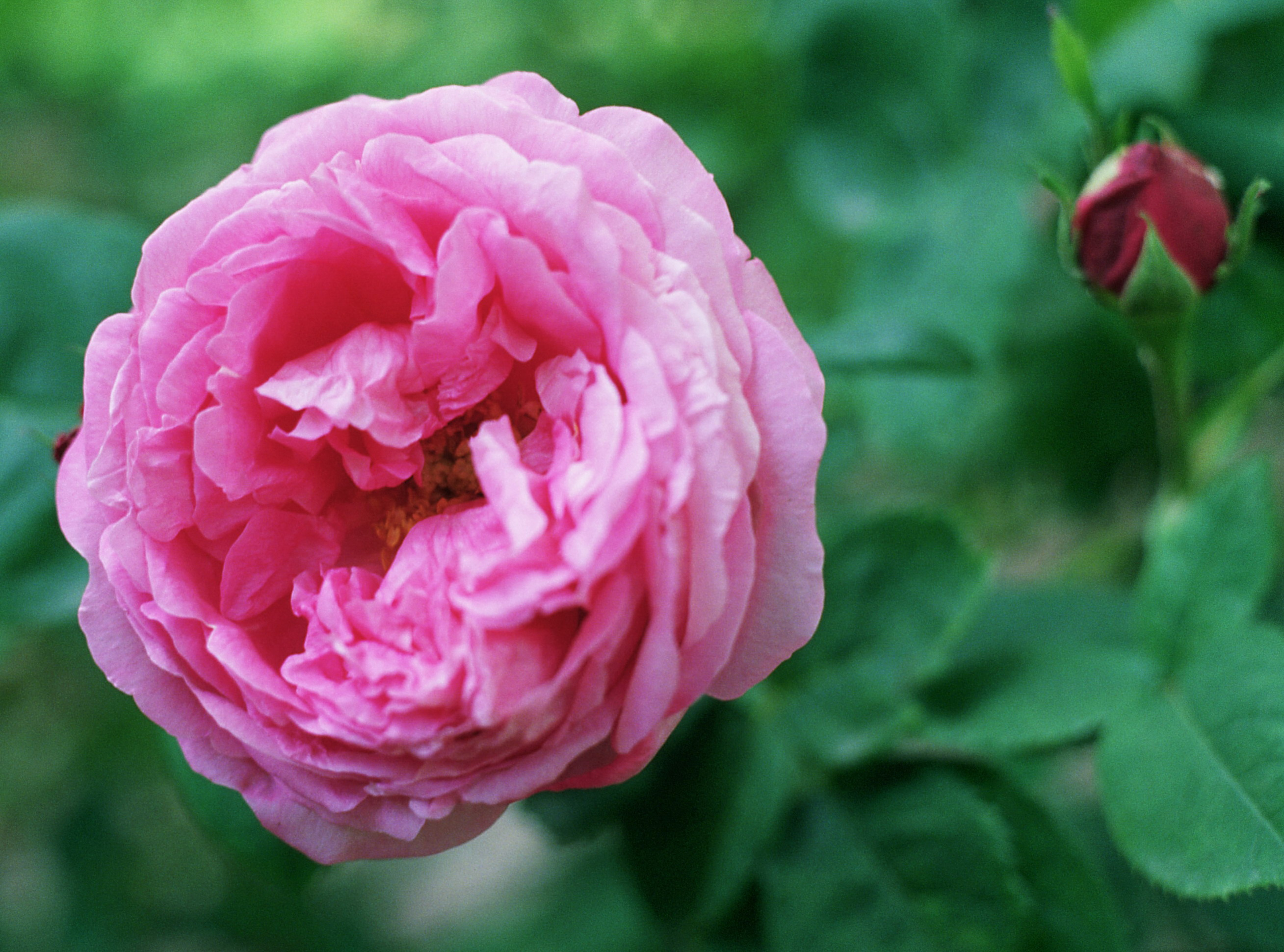
'La Reine'
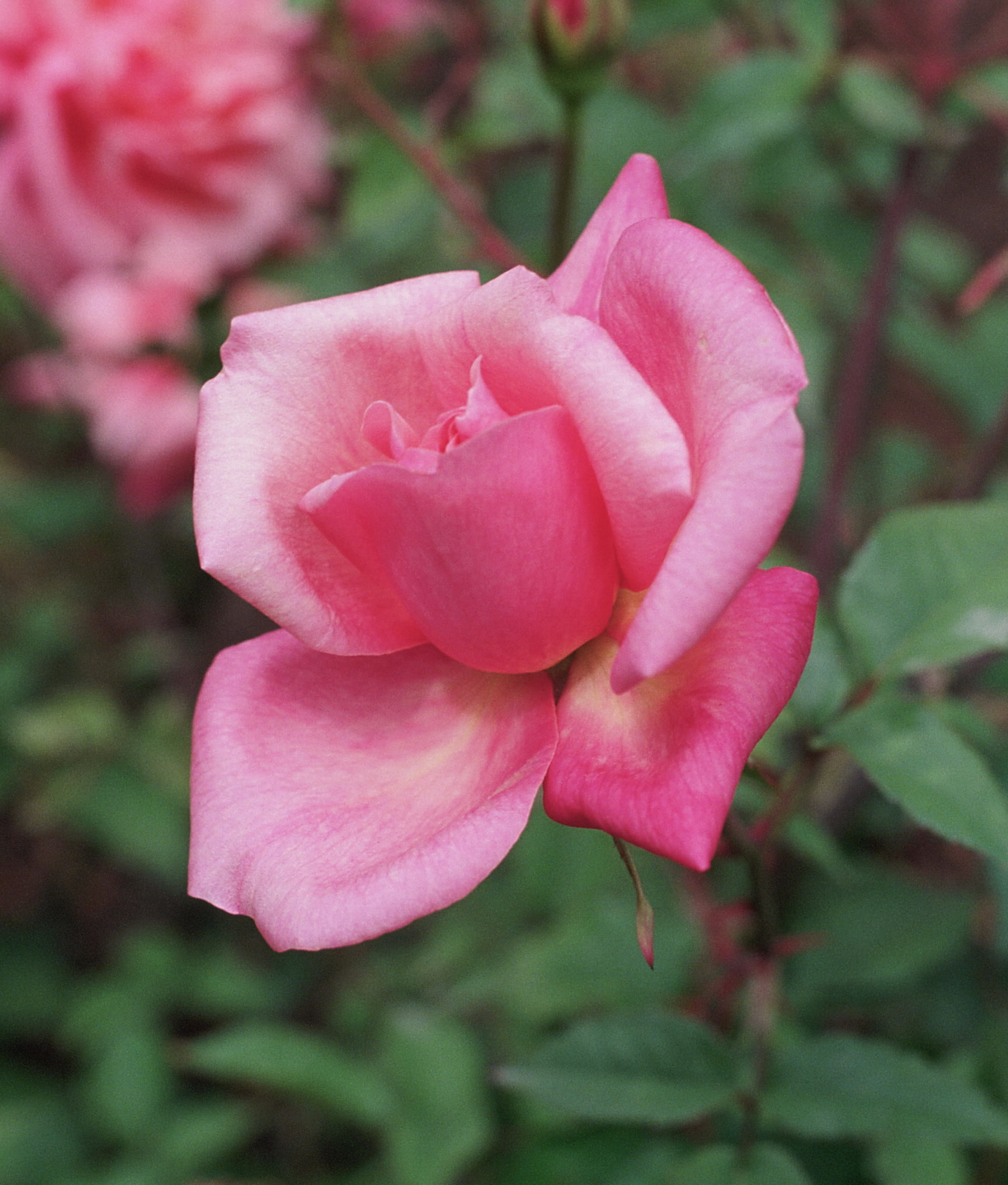
'Le Vésuve'